# Jamides puti
Jamides puti är en fjärilsart som beskrevs av Riley 1945. Jamides puti ingår i släktet Jamides och familjen juvelvingar. Inga underarter finns listade i Catalogue of Life.